# Gornji Dragonožec
Gornji Dragonožec je naselje u sastavu Grada Zagreba. Nalazi se u gradskoj četvrti Brezovica.

## Stanovništvo
Prema popisu stanovništva iz 2011. godine, naselje je imalo 295 stanovnika te 77 obiteljskih kućanstava.

Prema popisu stanovništva 2011. godine naselje je imalo 295 stanovnika.
| broj stanovnika |       |       |       |       |       |       |       |       | 183   | 177   | 134   | 129   | 137   | 158   | 246   | 295   | 308   |
|                 | 1857. | 1869. | 1880. | 1890. | 1900. | 1910. | 1921. | 1931. | 1948. | 1953. | 1961. | 1971. | 1981. | 1991. | 2001. | 2011. | 2021. |